# Jönsaskogens naturreservat
Jönsaskogens naturreservat är ett naturreservat i Lekebergs kommun i Örebro län.
Området är naturskyddat sedan 2018 (gällande från 2020) och är 15 hektar stort. Reservatet ligger norr om Lekhyttan och består gles tallskog på höjder, granskog i sluttningar och sumpskog i stråk mellan åsar.